# جنوبی (آذربایجان)
جنوبی (به لاتین: Cənubi) یکی از روستاهای جمهوری آذربایجان است که از توابع شهر باکو است.